# Vaḩdattīyeh
Vaḩdattīyeh (persiska: وحدتیه) är en ort i Iran.   Den ligger i provinsen Bushehr, i den centrala delen av landet, 700 km söder om huvudstaden Teheran. Vaḩdattīyeh ligger 94 meter över havet och antalet invånare är 11 023.
Terrängen runt Vaḩdattīyeh är platt åt sydväst, men åt nordost är den kuperad. Runt Vaḩdattīyeh är det ganska glesbefolkat, med 43 invånare per kvadratkilometer. Vaḩdattīyeh är det största samhället i trakten. Omgivningarna runt Vaḩdattīyeh är i huvudsak ett öppet busklandskap.